# Коста Атанас
Коста Атанас, наречен Българин, е български революционер, участник в Гръцката война за независимост.

## Биография
Роден е през 1797 година в Щип или в Щипската каза и затова носи прякора Вулгарис, тоест Българин. Между 1822 и 1825 година влиза в четата на Теодорос Колокоторонис. От 1825 година влиза в конницата на Хаджи Христо Българин. Става офицер и през 1828 година под негово командване има 25 души. Получава меден медал през 1841-1842, а през 1844 година и сребърен медал. Умира преди 1865 година.